# Compsibidion paradoxum
Compsibidion paradoxum är en skalbaggsart som beskrevs av Martins 1971. Compsibidion paradoxum ingår i släktet Compsibidion och familjen långhorningar. Inga underarter finns listade i Catalogue of Life.